# Motaga fara
Motaga fara är en insektsart som beskrevs av Irena Dworakowska 1980. Motaga fara ingår i släktet Motaga och familjen dvärgstritar. Inga underarter finns listade i Catalogue of Life.